# (4150) Starr
(4150) Starr ist ein Hauptgürtelasteroid, der am 31. August 1984 von Brian A. Skiff vom Lowell-Observatorium aus entdeckt wurde.
Der Asteroid ist nach dem Ex-Beatle Ringo Starr benannt.